# Italia 7
Italia 7 è stato un circuito televisivo privato nazionale italiano attivo dal 4 ottobre 1987 al 17 aprile 1998.
Parziale erede della syndication Euro TV, visse il suo periodo di maggior popolarità tra il 1987 ed il 1994, periodo in cui fu gestita dal gruppo Fininvest. Programma simbolo del canale era Colpo grosso.

## Storia

### La nascita e la gestione della Fininvest (1987-1994)
Italia 7 nasce il 4 ottobre 1987 sulle emittenti transfughe da Euro TV che non hanno aderito al nuovo circuito Odeon TV (dal 2014 rinominato Odeon 24). All'inizio, il circuito era gestito dalla Fininvest, che ne aveva favorito la nascita per contrastare l'ascesa di Odeon TV e che le assicurava, oltre alla raccolta pubblicitaria, la produzione di programmi televisivi e la possibilità di attingere al proprio magazzino. Presidente del circuito è Luca Montrone.
La programmazione, coordinata ai palinsesti delle tre reti Fininvest, comprendeva molti film e telefilm in prima visione, le ultime stagioni della serie Falcon Crest, soap opera e telenovelas al primo passaggio (I Ryan, Il tempo della nostra vita, Amandoti), eventi sportivi all'interno del settimanale Italia 7 Sport e, soprattutto, il celebre sexy-quiz Colpo grosso, condotto da Umberto Smaila, in onda in seconda serata. Era inoltre presente una nutrita programmazione di cartoni animati e telefilm per ragazzi, presentati prevalentemente all'interno dei contenitori Super 7 (una sorta di Bim bum bam ambientato su un'astronave e condotto da Carlo Sacchetti, con il pupazzo Frittella e il robot Mic Mac, doppiati da Paola Tovaglia; trasmesso dal 1988 al 1991) e Sette in allegria (trasmesso dal 1991 al 1994). Fra le numerose serie animate proposte, spiccavano quelle a target maschile come I cinque samurai, Motori in pista, Automodelli, Voglia di vittoria, Tartarughe Ninja alla riscossa, Il ritorno dei Cavalieri dello Zodiaco, Robotech, BraveStarr e Ken il guerriero, diverse delle quali in prima visione assoluta per l'Italia. Nel 1993 e 1994 si aggiunsero diverse serie animate statunitensi e francesi con un target d'età più basso.
In quegli anni circolavano molte voci sull'intenzione di Silvio Berlusconi di acquisire completamente il circuito, come già aveva fatto con Italia 1 e Rete 4, facendone il quarto canale Fininvest. In particolare, se Canale 5 era la rete dedicata a tutta la famiglia (come Rai 1), Italia 1 quella dedicata ad un pubblico giovanile e Rete 4 a quello femminile, Italia 7 si sarebbe rivolta al pubblico maschile, in modo da completare un'offerta per ogni tipo di pubblico. Tuttavia, l'approvazione della Legge Mammì nel 1990, che fissava a tre il numero massimo di reti nazionali per ogni operatore radiotelevisivo privato, costrinse la Fininvest a rinunciare al progetto e a cedere nel 1994 il circuito ad un altro gestore; nel frattempo, comunque, la rivale Odeon TV non costituiva più una "minaccia", dopo il fallimento di ben due gestioni nel 1991 e nel 1994.

### La gestione D.A.P.S. (1994-1996)
Dopo la fase Fininvest, nel marzo 1994 Italia 7 passò dunque nelle mani della D.A.P.S., una società diretta dall'editore Giampiero Ades che nello stesso periodo lanciò i circuiti Amica 8 e Amica 9: attraverso la WBSD di Mauro Scaffardi la D.A.P.S. strinse accordi con la Warner Bros. per garantirsi in esclusiva per l'Italia, per cinque anni, l'archivio di film e telefilm della major statunitense, inediti e non. Si aggiunsero talk show, rubriche e varietà condotti da personaggi del mondo dello spettacolo, che seguivano però schemi già rodati: furono proposti ad esempio il sexy show di seconda serata Notte italiana condotto da Ric, Carmen Russo ed Augusto Martelli, un vero e proprio epigono di Colpo grosso, o il quiz Ma quanto mi ami?, riedizione dello storico M'ama non m'ama condotto nuovamente da Marco Predolin e Ramona Dell'Abate. Tuttavia gli scarsi ascolti riscontrati dal circuito convinsero la Warner Bros. a rescindere il contratto stipulato già nel gennaio del 1995, dopo la sola messa in onda in prima visione del telefilm Lois & Clark - Le nuove avventure di Superman, che passerà poi su Rai 3, e di una manciata di film minori. Venuto meno l'accordo con la major statunitense, la D.A.P.S. si trovò senza più mezzi sufficienti per gestire una syndication televisiva di livello nazionale e fallì poco tempo dopo, nel 1996.
Tra le altre trasmissioni in onda durante questa seconda gestione erano presenti anche il contenitore USA Today, precedentemente in onda sulla rivale Odeon TV, condotto da Giorgio Mastrota e Stefano Gallarini, lo sport estremo di Action, presentato da Guido Bagatta, anch'egli in precedenza volto del circuito concorrente, la sitcom Punta alle 8, con Paolo Calissano, per la regia di Giancarlo Nicotra, il varietà comico Le cose buone della vita, con Andrea Roncato e Gigi Sammarchi.

### La gestione Telecity/TVR Voxson (1996-1998) e la scissione in Europa 7 e 7 Gold
Dopo il fallimento della D.A.P.S, Italia 7 passò nelle mani di Giorgio Tacchino e Francesco Di Stefano, già proprietari rispettivamente di due delle reti affiliate al circuito, la milanese Telecity e la romana TVR Voxson, entrambe capofila della syndication. Fra i programmi prodotti in questo periodo si segnala il varietà comico Seven Show, condotto dagli allora esordienti Alessandro Greco e Teo Mammucari ed il rotocalco femminile Fantastica, condotto da Patrizia Rossetti.
Nel 1998, dato che la proprietà del marchio Italia 7 era incerta e suddivisa tra diverse emittenti locali (vedi la sezione successiva), Di Stefano decise di cambiare il nome del circuito: e così il 18 aprile 1998 Italia 7 cambiò nome in Europa 7, dopo un periodo transitorio in cui rimasero visibili sullo schermo entrambi i loghi. Telecity, assieme ad altre due emittenti affiliate, la veneta Tele Padova e l'emiliana Sesta Rete, continuò a ripetere provvisoriamente Europa 7 coprendone il logo con quello storico di Italia 7 e pianificò una fuoriuscita dalla rete, che si concretizzò l'anno successivo con la fondazione della nuova syndication Italia 7 Gold. Quest'ultima, dopo alcuni test iniziati il 31 maggio del 1999, iniziò ufficialmente le trasmissioni con il proprio logo il 1º gennaio 2000; nei primi tempi aveva una copertura limitata all'Italia settentrionale, ma poi si diffuse gradualmente su tutto il territorio nazionale e dal 14 aprile 2003 è stata ribattezzata 7 Gold. Europa 7, invece, dopo essere stata protagonista di varie vicissitudini politico-giudiziarie protrattesi per oltre un decennio, annunciò una sua evoluzione nel senso di una pay TV a carattere nazionale, dal nome Europa7 HD: iniziò a trasmettere in via sperimentale il 28 luglio 2010 e definitivamente l'11 ottobre successivo; la precedente attività di syndication, comunque, non era più giunta a coprire l'intera penisola, rimanendo visibile fino alla seconda metà degli anni 2000 perlopiù nelle regioni centro-meridionali.

### Le Italia 7 locali
A partire dal 1990, il marchio "Italia 7" venne registrato per conto proprio da diverse emittenti locali affiliate e alcune di queste mantennero il logo in video anche dopo la scissione del circuito. Oltre al caso momentaneo di Telecity già menzionato, si ricorda l'emittente Italia 7 Toscana (in precedenza nota come Tele 37) che ripeteva i programmi della syndication per la Toscana e l'Umbria, che mantenne lo stesso nome e logo anche dopo la sua fuoriuscita dal circuito nazionale, avvenuta nel 1996; fu in seguito affiliata, a partire dal 2003, alla nuova syndication televisiva 7 Gold, fino al 2008, anno in cui si staccò anche da questa, tornando ad avere una programmazione totalmente autonoma ed indipendente. Anche l'emittente siciliana Telecolor continuò a farsi chiamare "Telecolor Italia 7" e a utilizzare il vecchio logo del circuito per le proprie trasmissioni indipendenti fino al 2009. L'abruzzese TVQ (che ripeteva i programmi del circuito per l'Abruzzo ed il Molise), che era rimasta affiliata ad Europa 7, mantenne anch'essa a video il marchio di Italia 7 con il sottotitolo "TVQ", finché intorno al 2004 si separò dal circuito di Di Stefano e il logo fu interamente ridisegnato.
Nel luglio del 2018 la società televisiva proprietaria di Italia 7 Toscana, Il Gelsomino Srl, dichiarò il fallimento. L'asta fallimentare, svoltasi il 31 luglio dello stesso anno, ha decretato l'acquisto della società televisiva da parte del gruppo Gold TV, già proprietaria dal 2014 di Odeon 24, ex grande rivale dell'Italia 7 nazionale negli anni ottanta e novanta. L'emittente rimane a tutt'oggi presente in Toscana, Umbria, Lazio e Liguria (in queste ultime due regioni il segnale è però limitato rispettivamente alle sole province di Viterbo e La Spezia) con un rinnovato logo di «Italia 7».

## Programmi

### Cartoni animati
- A tutto gas
- Capitan Dick
- Capitan Harlock SSX - Rotta verso l'infinito
- City Hunter (stagioni 1-2)
- Fraggle Rock: La Serie Animata
- G.I. Joe: A Real American Hero - Seconda Serie
- I campioni del wrestling
- I Cavalieri dello zodiaco
- I cinque samurai
- I difensori della Terra
- I rangers delle galassie
- Le nuove avventure di He-Man
- Little Dracula
- Motori in pista
- Patlabor (le due serie OAV) (tramite ripetizione di Europa 7)
- Rambo
- Sceriffi delle stelle
- Sun College
- Tartarughe Ninja alla riscossa
- Voglia di vittoria

### Telefilm
- Alf
- Amandoti
- Falcon Crest (stagione 7)
- Goggle Five
- I Ryan
- Il tempo della nostra vita
- Lois & Clark - Le nuove avventure di Superman (stagione 1)
- Punta alle 8
- Winspector

### Show
- Colpo grosso
- Rodo dendro
- Le altre notti
- Italia 7 Sport
- Italia 7 per la vita
- Super 7
- 7 in allegria
- Notte italiana
- Quanto mi ami?
- Buonasera Buonasera
- USA Today
- Action
- Le cose buone della vita
- Funari 7
- Seven Show
- Giornata serena
- Playlife
- Fiori d'arancio...luna di miele
- Electric blue
- Emotion
- Essenziale
- Fantastica

## Emittenti affiliate
- Lombardia, Liguria, Piemonte e Valle d'Aosta
  - Telecity (capofila della syndication)
- Veneto, Friuli Venezia Giulia e Trentino-Alto Adige
  - Tele Padova
- Emilia-Romagna
  - Sesta Rete
- Toscana e Umbria
  - Tele 37 poi divenuta Italia 7 Toscana (1987-1996)
  - Teleregione Toscana (1996-1998)
- Marche
  - TV Centro Marche
- Abruzzo e Molise
  - TVQ
- Lazio
  - TVR Voxson (capofila della syndication)
- Campania
  - Canale 8
- Puglia e Basilicata
  - Telenorba
- Calabria
  - Telespazio 3ª rete  (in seguito divenuta Telespazio 2)
- Sicilia
  - Telecolor poi divenuta Telecolor Italia 7
  - TGS Tele Giornale di Sicilia
- Sardegna
  - Tele Costa Smeralda